# 越後田中站
越後田中站（日语：／ Echigo-Tanaka eki */?）是位於新潟縣中魚沼郡津南町大字上鄉上田，東日本旅客鐵道（JR東日本）的飯山線車站。

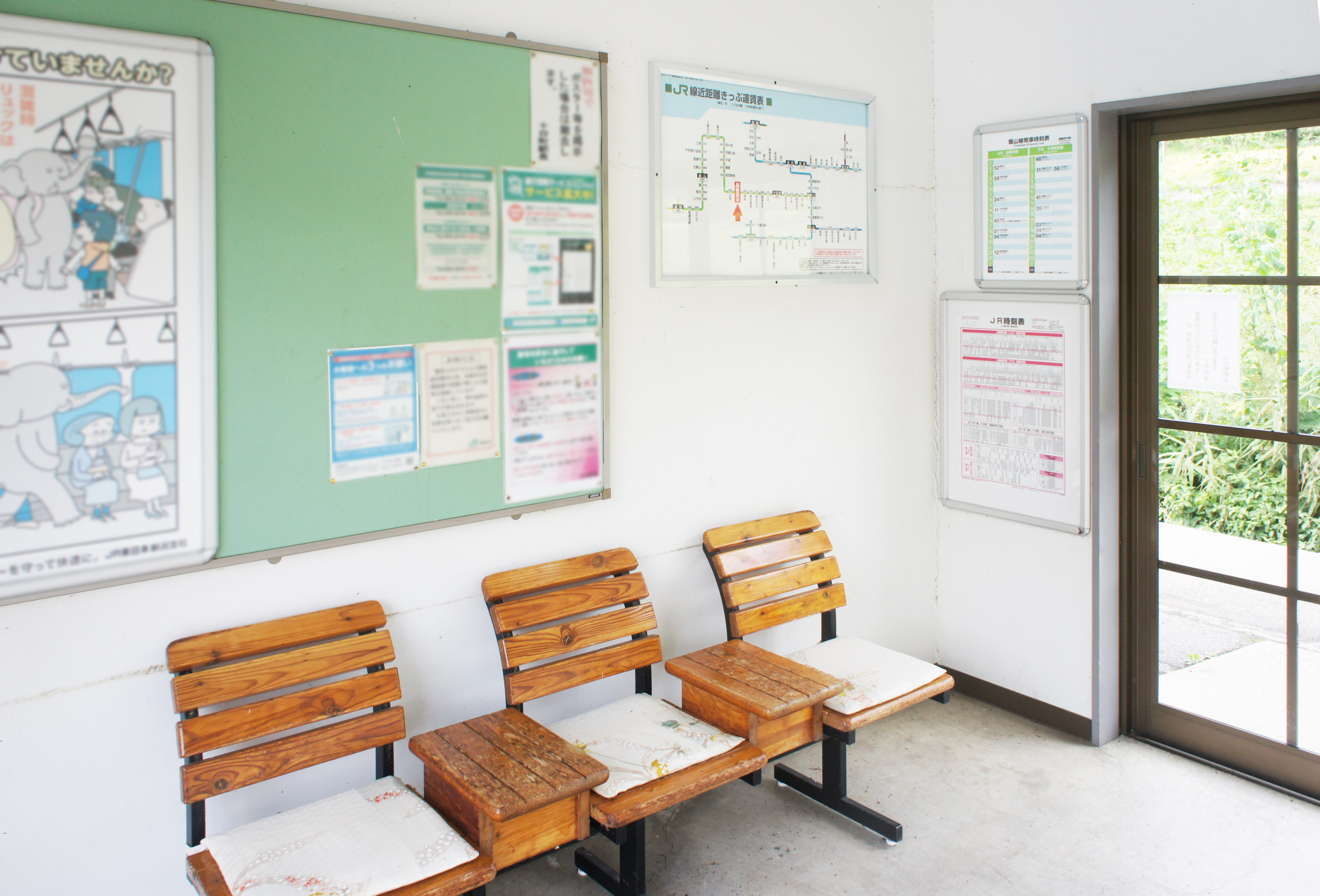
候車室内（2021年9月）

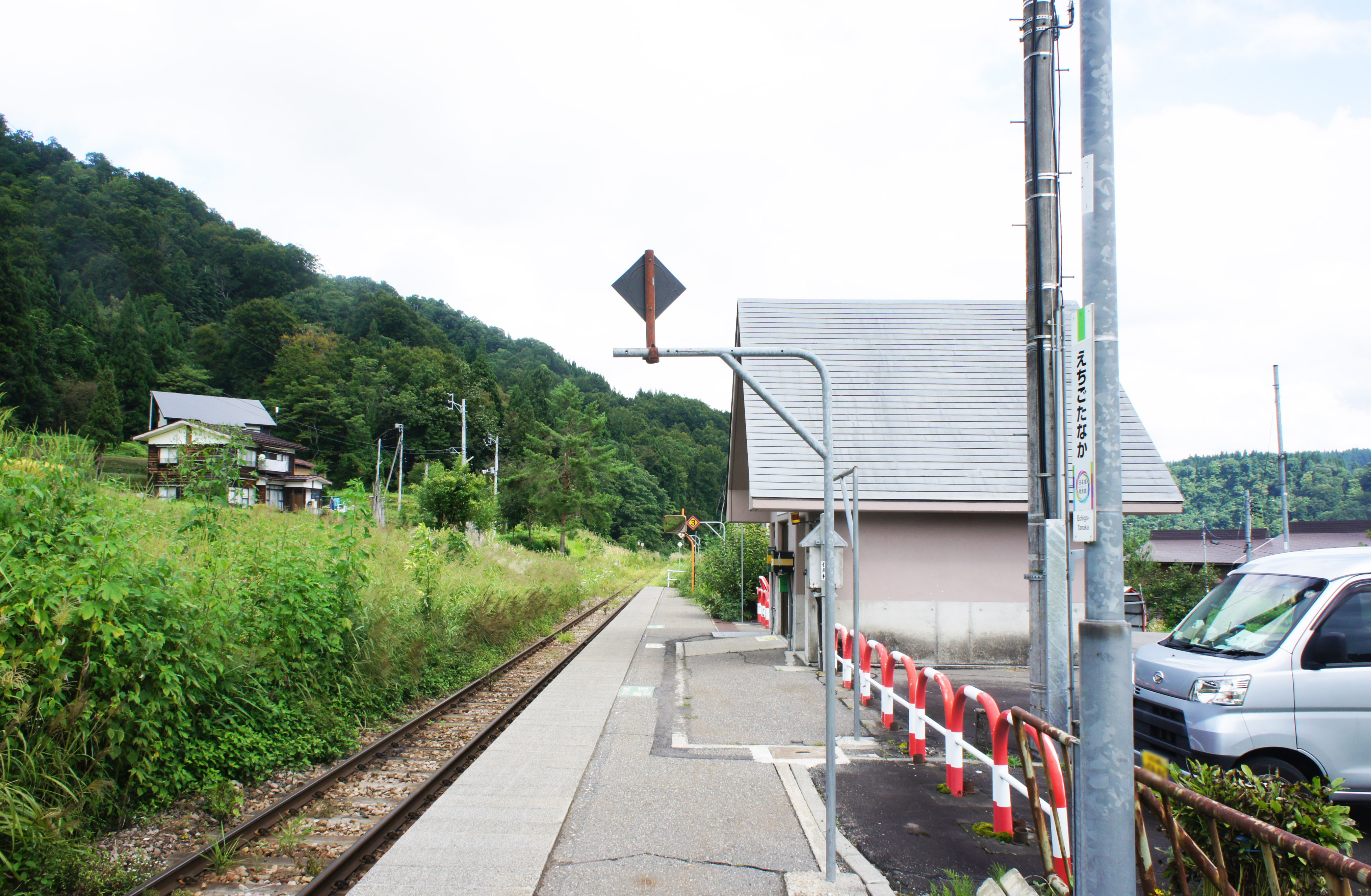
月台（2021年9月）

## 歷史
- 1927年（昭和2年）11月6日：飯山鐵道 森宮野原站至越後外丸站（現時為津南站）之間開業，此站啟用[1][2]。
- 1944年（昭和19年）6月1日：隨著飯山鐵道國有化，飯山鐵道編入至運輸通信省（後來為日本國有鐵道）飯山線。
- 1987年（昭和62年）4月1日：伴隨國鐵分割民營化，車站由東日本旅客鐵道（JR東日本）營運。
- 1998年（平成10年）：車站大樓翻新[1]。

## 車站構造
本站是地面車站，設有1面1線的單式月台。車站大樓在1998年已經翻新。大樓內設有候車室，沒有廁所。
此站是由十日町站管理的無人車站。

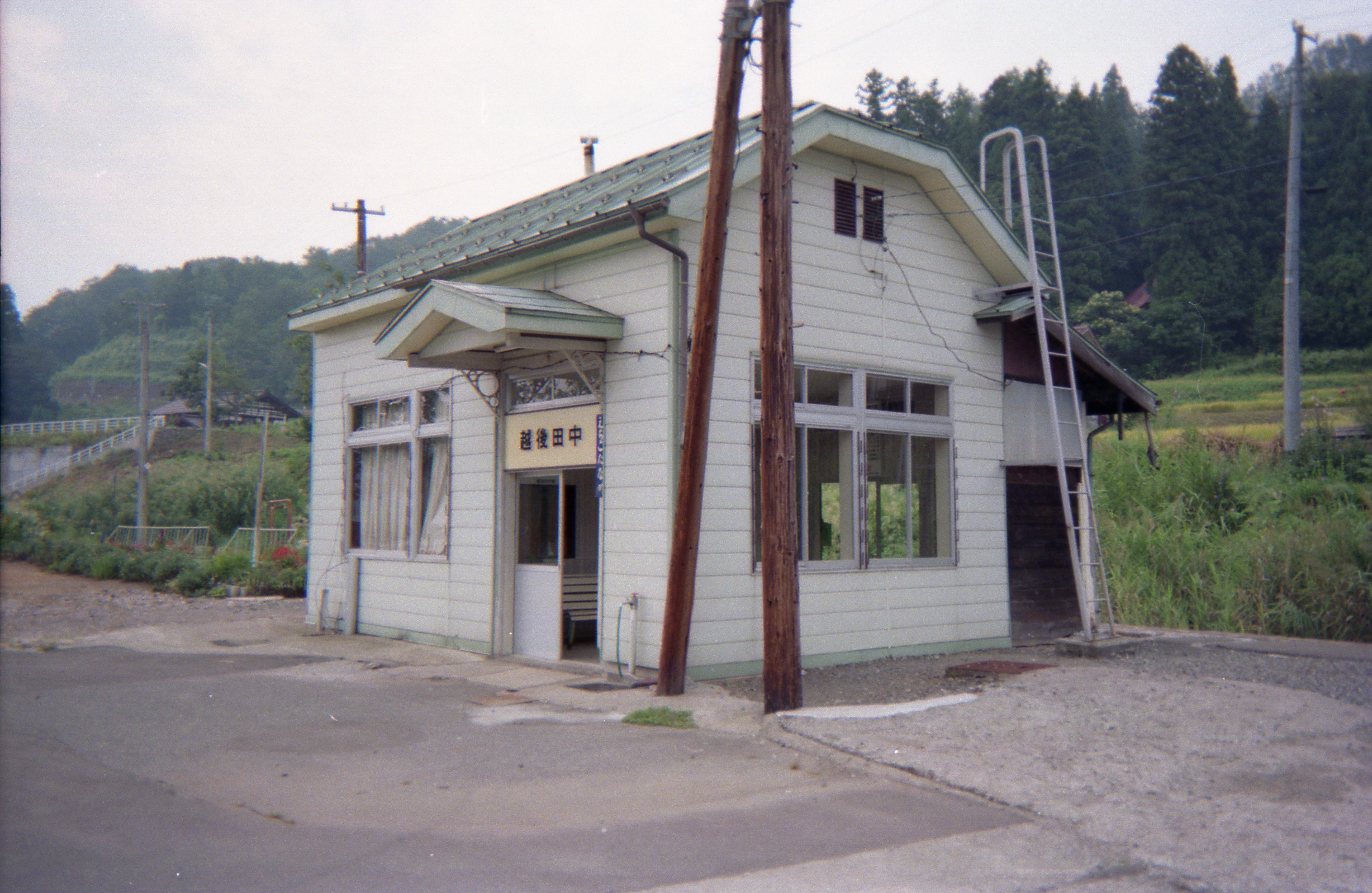
舊站房（1994年9月）

## 駅周辺
- Kurhaus津南（距離車站約1公里，步行10分鐘）[1]
- 國道117號（日语：国道117号）

## 巴士路線
- 南越後觀光巴士

津南町內與周邊的巴士路線圖。此站附近前設有淺藍和藍色巴士路線。

  - YS 《急行》 森宮野原駅～津南～清津峽～越後湯澤 線[3]
  - NM 津南～森宮野原～百之木 線[3]
從此站橫過信濃川後步行約7分鐘，在國道117號的「小下里」巴士站（YS32、NM11）可乘坐上述兩路線。

## 相鄰車站
東日本旅客鐵道（JR東日本）
■飯山線
足瀧－越後田中－津南

## 注腳
1. 1 2 3 4 5 6 7 8 9 10 11  . 週刊朝日百科. 21号 新潟駅・弥彦駅・津南駅ほか. 朝日新聞出版. 2012-12-30: 26 （日语）.
2. ↑  『鉄道停車場一覧. 昭和12年10月1日現在』（國立國會圖書館數碼化收藏）
3. 1 2  南越後観光バス 津南・十日町地区 （页面存档备份，存于）（日語） - 2020年1月2日參閲。

## 外部連結
- 車站資訊（越後田中）：東日本旅客鐵道（日語）